# Manon Veenstra
Manon Veenstra (Zwolle, 6 de julho de 1998) é uma ciclista neerlandesa.

## Início da vida
Ela nasceu em Zwolle, mas cresceu em Kerkenveld. Ela treinou em Papendal, bem como na Nova Zelândia, e ficou presa na Nova Zelândia no início da pandemia de COVID-19 em 2020, sem poder retornar. Ela trabalhou na área da saúde com pessoas com demência e estudou psicologia pela Open University.

## Carreira
Ela competiu pela Holanda no Campeonato Mundial de Ciclismo UCI de 2023 em Glasgow, Escócia, em agosto de 2023.
Competindo na Copa do Mundo UCI BMX Racing de 2024, ela ganhou medalhas em Tulsa, Estados Unidos, Brisbane, Austrália e Rotorua, Nova Zelândia em 2024.
Ela ficou em segundo lugar geral na classificação da Copa do Mundo de 2024 e foi selecionada para as Olimpíadas de Verão de 2024. Veenstra ganhou a medalha de prata nos Jogos Olímpicos de Paris.